# Krokoms kyrka
Krokoms kyrka är en kyrkobyggnad i huvudorten Krokom i Krokoms kommun i Jämtlands län. Den tillhör Rödöns församling och invigdes 8 september 2013 som Härnösands stifts första lågenergikyrka.

## Historik
Eftersom orten till övervägande del bebyggdes och befolkades först efter att järnvägen dragits fram i slutet av 1800-talet hade Svenska Kyrkan ingen kyrkobyggnad där förrän ett före detta baptistkapell införskaffades 1946 och därefter kallades för Krokoms kyrksal. I juni 2011 beslutade kyrkofullmäktige att riva den gamla byggnaden och bygga nuvarande kyrka efter arkitekten Karl-Erik Jonassons förslag, efter att den gamla stått oanvänd i omkring två år efter omfattande fuktskador.

## Kyrkobyggnaden
Kyrkan innehåller förutom kyrksalen också en samlingssal samt det så kallade kyrktorget, en socialt möblerad lobby med mindre bordsgrupper samt garderobsutrymmen, vilken är integrerad med kyrksalen medelst flyttbara väggar. Befintliga stolar från det gamla kyrkorummet har klätts om och återanvänts liksom ambo, dopfunt, korskärmar samt lampetter och liknande.